# Tetragnatha yesoensis
Tetragnatha yesoensis este o specie de păianjeni din genul Tetragnatha, familia Tetragnathidae, descrisă de Saito, 1934. Conform Catalogue of Life specia Tetragnatha yesoensis nu are subspecii cunoscute.